# Blonde à la rose
Blonde à la rose est une peinture à l'huile sur toile réalisée par Auguste Renoir entre 1915 et 1917 et conservée au musée de l'Orangerie à Paris.

## Description
Ce tableau montre le dernier modèle de Renoir, Andrée Heuschling (dite « Dédée »), qui épousera en 1920 le deuxième fils du peintre, Jean Renoir et deviendra actrice quelques années sous le nom de Catherine Hessling, avant de se séparer de son mari en 1931.
Elle est présentée assise dans un fauteuil, de trois-quarts à mi-corps, une rose de couleur rose au-dessus de l'oreille gauche.
Renoir a été frappé par le teint impeccable de la jeune fille et l'a rendu dans des tons doux dominés par la couleur rose roux. Il déclare : « Qu’elle est belle ! J’ai usé mes vieux yeux sur sa jeune peau et j’ai vu que je n’étais pas un maître, mais un enfant ». La rose dans les cheveux  est le symbole de la beauté féminine que l'on retrouve chez d'autres modèles dans plusieurs toiles, comme Gabrielle à la rose. Elle fait écho au bouquet de roses de couleur rose et jaune sur la droite.

## Histoire
Après la mort du peintre en 1919, son fils Claude en hérite et vend le tableau en 1929 au collectionneur Paul Guillaume. Mme Jean Walter (veuve de Paul Guillaume) en fait don à l'État en 1957 sous réserve d'usufruit et il entre dans les collections de l'Orangerie en 1963.
Ce tableau a été exposé de nombreuses fois à l'étranger dont à Taïwan et à Montréal (2000), à Fort Worth et à Brisbane, Sydney et Melbourne (2000/2001), à Barcelone (2002), à Bergame (2005) et à Kyoto (2016).